# Pingasa javensis
Pingasa javensis là một loài bướm đêm trong họ Geometridae.